# Lijst van postcodes 1000-1999 in Nederland
Hieronder volgt een lijst van postcodes 1000-1999 in Nederland:

## 1000-1099
- 1000-1098: Amsterdam en dorpen in de gemeente Amsterdam
  - 1011-1018: Amsterdam-Centrum: Binnenstad (en delen van West en Westpoort)
    - 1011: Nieuwmarkt/Lastage: Lastage, Oosterdokseiland, Scheepvaarthuisbuurt, Rapenburg, Uilenburg, Valkenburg, Waterloopleinbuurt
    - 1012: Burgwallen (Oudezijde en Nieuwezijde), Kop Zeedijk
    - 1013: Haarlemmerbuurt, Westelijke Eilanden, Zeeheldenbuurt, Spaarndammerbuurt, Houthaven, Minervahaven, Mercuriushaven, Vlothaven, Coenhaven
    - 1014: Alfa-driehoek, Kabelweg, Transformatorweg, Isolatorweg, Sloterdijk (dorp), Westergasfabriek
    - 1015: Noordwestelijke Grachtengordel, Noord-Jordaan, Marnixplein
    - 1016: Westelijke Grachtengordel, Zuid-Jordaan, Raamplein
    - 1017: Zuidelijke Grachtengordel, Leidsebuurt, Weteringschans, Frederiksplein, Rembrandtplein
    - 1018: Weesperbuurt, Plantage, Sarphatistraat, Kadijken, Oostelijke Eilanden, Czaar Peterbuurt

  - 1019: Oostelijk Havengebied (Amsterdam-Oost)
  - 1020-1039: Amsterdam-Noord
    - 1020-1028: ten oosten van het Noordhollandsch Kanaal
      - 1021: Vogelbuurt, Vogeldorp
      - 1022: Nieuwendam
      - 1023: Tuindorp Nieuwendam, Schellingwoude
      - 1024: Nieuwendam-Noord, Waterlandpleinbuurt
      - 1025: Tuindorp Buiksloot, Buikslotermeer
      - 1026: Durgerdam
      - 1027: Zunderdorp
      - 1028: Holysloot, Ransdorp

    - 1030-1039: ten westen van het Noordhollandsch Kanaal
      - 1031: Van der Pekbuurt, Overhoeks
      - 1032: Bloemenbuurt, Floradorp, Buiksloterham
      - 1033: Tuindorp Oostzaan
      - 1034: Buiksloot, Banne Buiksloot
      - 1035: Molenwijk, Kadoelen, Oostzanerwerf
      - 1036: Tuindorp Oostzaan
      - 1037: Oostzanerwerf

  - 1040-1049: Amsterdam Westpoort
    - 1041: Petroleumhaven, Centrale Hemweg
    - 1042-1044: Teleport, Westhaven, Basisweg, Radarweg, Spieringhorn
    - 1045-1046: Australiëhaven(weg), Abberdaan, Amsterdam Heliport
    - 1047: Afrikahaven, Ruigoord

  - 1050-1059: Amsterdam-West
    - 1051: Staatsliedenbuurt, Waterwijk, Centrale Markthallen, Kop van Jut
    - 1052: Frederik Hendrikbuurt-Noord, Bilderdijkpark
    - 1053: Kinkerbuurt, Bellamybuurt, Borgerbuurt
    - 1054: Overtoombuurt, Helmersbuurt
    - 1055: Bos en Lommer, Landlust
    - 1056: gebied tussen Westelijk Marktkanaal, Erasmusgracht, Einsteinweg / Ringweg A10 en Jan Evertsenstraat, waaronder Trompbuurt
    - 1057: gebied tussen Jan Evertsenstraat, Kostverlorenvaart, Postjeswetering en Einsteinweg / Ringweg A10, waaronder Chassébuurt
    - 1058: gebied tussen Postjeswetering, Kostverlorenvaart, Schinkel, Hoofddorpplein en Einsteinweg, waaronder Postjesbuurt, Surinameplein en Andreas Ensemble (gedeelte in stadsdeel Zuid)
    - 1059: gebied tussen Schinkel, Einsteinweg, Heemstedestraat en Hoofddorpweg, waaronder Aalsmeerweg, Industriegebied Schinkel en Jaagpad (merendeel in stadsdeel Zuid)

  - 1060-1069: Amsterdam Nieuw-West
    - 1060: Postbussen en deel van De Aker (zie ook 1069)
    - 1061: Kolenkitbuurt (stadsdeel West), Laan van Spartaan (stadsdeel West), Overtoomse Veld-Noord
    - 1062: Overtoomse Veld-Zuid, Koningin Wilhelminaplein, Delflandpleinbuurt
    - 1063: Slotermeer (nno deel)
    - 1064: Slotermeer (zzw deel), Oostoever Sloterplas
    - 1065: Slotervaart
    - 1066: Slotervaart (zuidelijk deel), Nieuw Sloten, Dorp Sloten
    - 1067: Geuzenveld, Oud Osdorp
    - 1068: Osdorp (oostelijk deel)
    - 1069: Dijkgraafpleinbuurt, Osdorp (westelijk deel), De Aker (gedeelte, zie ook 1060)

  - 1070-1083: Amsterdam-Zuid
    - 1071: Museumkwartier, Concertgebouwbuurt, Duivelseiland
    - 1072-1074: De Pijp
    - 1075: Willemspark, Schinkelbuurt, Bertelmanplein
    - 1076: Stadionbuurt, IJsbaanpad, Fred. Roeskestraat
    - 1077: Apollobuurt (Beethovenbuurt), Prinses Irenebuurt
    - 1078-1079: Rivierenbuurt
    - 1080-1083: Buitenveldert

  - 1086-1099: Amsterdam-Oost
    - 1086-1088: IJburg
      - 1086: Steigereiland
      - 1087: Haveneiland, Rieteilanden, Diemerpark

    - 1091-1093: Oud-Oost: Dapperbuurt, Oosterparkbuurt, Oostpoort, Transvaalbuurt, Weesperzijde
    - 1094: Indische Buurt (westelijk deel)
    - 1095: Indische Buurt (oostelijk deel), Zeeburgereiland, Diemerzeedijk
    - 1096: Omval, Overamstel (met noordelijk deel van Amstel Business Park)
    - 1097-1098: Watergraafsmeer
- 1099: vervallen per 2014, nu 1114; was bedrijventerrein Amstel II (Overamstel) in Duivendrecht (gemeente Ouder-Amstel)

## 1100-1199
- 1100-1109: gemeente Amsterdam
  - 1100-1108: Amsterdam-Zuidoost
    - 1101: Bullewijk
    - 1102: Bijlmer Centrum D-, F- en H- buurt
    - 1103: Bijlmer Oost E-, G- en K- buurt
    - 1104: Bijlmer Oost E-, G- en K- buurt
    - 1105: Bullewijk, Amstel III
    - 1106-1107: Holendrecht, Reigersbos, Gein
    - 1108: Nellestein

  - 1109: Driemond
- 1110-1113: Diemen, Antwoordnummers in Duivendrecht
  - 1111: Diemen-Centrum, Oud-Diemen, Diemen-Noord (westelijk deel), Over-Diemen
  - 1112: Diemen-Zuid, Sniep, Stammerdijk
  - 1113: Diemen-Noord (oostelijk deel)
- 1114-1115: gemeente Ouder-Amstel
  - 1114: Amsterdam-Duivendrecht, nieuwe postcode (in plaats van 1099) en plaatsnaam, omvat Amstel Business Park (zuidelijk deel)
  - 1115: Duivendrecht (gemeente Ouder-Amstel)
- 1117-1119: gemeente Haarlemmermeer
  - 1117: Schiphol, Schiphol-Oost, Schiphol-Skypark
  - 1118: Schiphol-Centrum, Schiphol-Zuid
  - 1119: Schiphol-Rijk, Schiphol-Zuidoost
- 1120-1127: gemeente Landsmeer
  - 1120-1121: Landsmeer
  - 1127: Den Ilp
- 1130-1135: gemeente Edam-Volendam
  - 1130-1132: Volendam
  - 1135: Edam
- 1140-1156: gemeente Waterland
  - 1140-1141: Monnickendam
  - 1145: Katwoude
  - 1150-1151: Broek in Waterland
  - 1153: Zuiderwoude
  - 1154: Uitdam
  - 1156: Marken
- 1160-1175: gemeente Haarlemmermeer
  - 1160-1161: Zwanenburg
  - 1165: Halfweg
  - 1170-1171: Badhoevedorp, Nieuwe Meer (buurtschap), Schiphol-Noord
  - 1175: Lijnden
- 1180-1189: Amstelveen
  - 1181: Randwijck West, Randwijck Oost, Oranjebuurt, Elsrijk West, Kruiskerkbuurt, Vredeveldbuurt, Elsrijk Oost, Stadshart, Van der Leekbuurt, Amsterdamse Bos Noord
  - 1182: Oranjebuurt, Patrimonium, Oude Dorp, Amsterdamse Bos Noord
  - 1183: Uilenstede, Heldenbuurt, Zeestratenbuurt, Boekenbuurt, Operabuurt, Middelpolder, Buurt over Ouderkerk
  - 1184: Buurt over Ouderkerk, Nes aan de Amstel
  - 1185: Oude Dorp, Kastanjebuurt, Van der Leekbuurt, Populierenbuurt, Augstinuspark, Startbaanbuurt, Beroepenbuurt, Molenbuurt, Bovenkerk, Legmeer
  - 1186: Langerhuize, Alpen Rondwegbuurt, In de Wolkenbuurt, Watercirkelbuurt, Kringloopbuurt, Hemellichamenbuurt, Punterbuurt, Galjoenbuurt
  - 1187: Startbaanbuurt, Bovenkerk, Buitenplaatsenbuurt, Betsy Perkbuurt, Landschappenbuurt, Theaterbuurt, Kastelenbuurt, Schrijversbuurt, Kruidenbuurt, Legmeerpolder
  - 1188: Beroepenbuurt, Hemellichamenbuurt, Molenbuurt, Legmeerpolder
  - 1189: Nes aan de Amstel
- 1190-1191: Ouderkerk aan de Amstel (gemeente Ouder-Amstel)

## 1200-1299
- 1200-1223: Hilversum
  - 1213: Egelshoek
  - 1218: Hilversumse Meent
- 1230-1244: gemeente Wijdemeren
  - 1230-1231: Loosdrecht
  - 1240-1241: Kortenhoef
  - 1243: 's-Graveland
  - 1244: Ankeveen
- 1250-1252: Laren
- 1260-1262: Blaricum
- 1270-1277: Huizen

## 1300-1399
- 1300-1363: Almere
  - 1300-1329: Almere Stad
    - 1300-1310: Postbussen
    - 1311: Muziekwijk Noord
    - 1312: Staatsliedenwijk, Muziekwijk Noord
    - 1313: Kruidenwijk
    - 1314: Kruidenwijk, Staatsliedenwijk, Centrum
    - 1315: Centrum
    - 1316: Waterwijk, Noorderplassen
    - 1317: Waterwijk
    - 1318: Verzetswijk, Tussen de Vaarten Noord
    - 1319: Noorderplassen
    - 1320: Postbussen
    - 1321: Literatuurwijk
    - 1322: Gooisekant
    - 1323: Muziekwijk Zuid
    - 1324: Stedenwijk, Centrum
    - 1325: Filmwijk
    - 1326: Parkwijk, Danswijk
    - 1327: Veluwsekant
    - 1328: Tussen de Vaarten Zuid
    - 1329: Sallandsekant

  - 1331-1339: Almere Buiten
    - 1331: Buitenvaart
    - 1332: De Vaart
    - 1333: Molenbuurt, Poldervlak, Bouwmeesterbuurt, Landgoederenbuurt
    - 1334: Centrum Almere-Buiten
    - 1335: Seizoenenbuurt, Indischebuurt, Oostvaardersbuurt,
    - 1336: Stripheldenbuurt, Indischebuurt, Sieradenbuurt
    - 1338: Faunabuurt, Bloemenbuurt
    - 1339: Regenboogbuurt, Eilandenbuurt

  - 1341-1349: Almere-Hout
    - 1341: Nobelhorst
    - 1343: Vogelhorst

  - 1350-1361: Almere Haven
    - 1351: De Gouwen, De Steiger
    - 1352: De Gouwen, De Hoven
    - 1353: De Wierden, Haven Centrum
    - 1354: De Hoven, De Werven
    - 1355: De Marken, De Werven
    - 1356: De Grienden, De Meenten
    - 1357: De Meenten, Haven Centrum
    - 1358: Almeerderhout, Overgooi, Stichtsekant
    - 1359: De Velden, De Wierden

  - 1361-1363: Almere Poort
    - 1361: Marina Muiderzand
    - 1362: Cascadepark, Europakwartier, Olympiakwartier
    - 1363: Columbuskwartier, Duin, Homeruskwartier
- 1380-1384: Weesp
  - 1381: Centrum, Oostelijke Vechtoever, Zuid
  - 1382: Hogewey, Noord
  - 1383: Aetsveld, Uitermeer
  - 1384: Bloemendalerpolder
- 1390-1391: Abcoude (gemeente De Ronde Venen)
- 1393: Nigtevecht (gemeente Stichtse Vecht)
- 1394: Nederhorst den Berg (gemeente Wijdemeren)
- 1396: Baambrugge (gemeente De Ronde Venen)
- 1398-1399: gemeente Gooise Meren
  - 1398: Muiden
  - 1399: Muiderberg

## 1400-1499
- 1400-1412: gemeente Gooise Meren
  - 1400-1406: Bussum
    - 1401: Brediuskwartier, Centrum
    - 1402: Bussum-Zuid
    - 1403: Bussum-Zuid
    - 1404: Brediuskwartier, Centrum
    - 1405: Centrum, Het Spiegel
    - 1406: Centrum, Het Spiegel

  - 1410-1412: Naarden
- 1420-1424: gemeente Uithoorn
  - 1420-1423: Uithoorn
    - 1421: Dorpscentrum, Legmeer
    - 1422: Amsteldijk, Legmeer, Zijdelwaard
    - 1423: Dorpscentrum, Meerwijk

  - 1424: De Kwakel (gemeente Uithoorn)
- 1426-1427: gemeente De Ronde Venen
  - 1426: De Hoef
  - 1427: Amstelhoek
- 1428: Vrouwenakker (gemeente Nieuwkoop)
- 1430-1433: gemeente Aalsmeer
  - 1430-1432: Aalsmeer
  - 1433: Kudelstaart
- 1435-1438: gemeente Haarlemmermeer
  - 1435: Rijsenhout
  - 1436: Aalsmeerderbrug
  - 1437: Rozenburg
  - 1438: Oude Meer
- 1440-1448: Purmerend
  - 1441: Centrum, Gors, Weidevenne
  - 1442: Overwhere, Wheermolen
  - 1443: Wheermolen
  - 1444: Overwhere
  - 1445: Purmer-Noord
  - 1446: Purmer-Noord
  - 1447: Purmer-Zuid
  - 1448: Weidevenne
- 1451: Purmerland (gemeente Landsmeer)
- 1452-1454: gemeente Waterland
  - 1452: Ilpendam
  - 1454: Watergang
- 1456-1458: gemeente Wormerland
  - 1456: Wijdewormer
  - 1458: Spijkerboor
- 1460-1464: gemeente Purmerend
  - 1460-1461: Zuidoostbeemster
  - 1462: Middenbeemster
  - 1463: Noordbeemster
  - 1464: Westbeemster
- 1470-1477: gemeente Edam-Volendam
  - 1470-1471: Kwadijk
  - 1472: Middelie
  - 1473: Warder
  - 1474: Oosthuizen
  - 1475: Beets
  - 1476: Schardam
  - 1477: Hobrede
- 1481-1482: Purmer (gemeenten Purmerend, Edam-Volendam en Waterland)
- 1483-1488: gemeente Alkmaar
  - 1483: De Rijp
  - 1484: Graft
  - 1485: Noordeinde
  - 1486: West-Graftdijk
  - 1487: Oost-Graftdijk
  - 1488: Starnmeer
- 1489: De Woude (gemeente Castricum)

## 1500-1599
- 1500-1509: Zaandam (gemeente Zaanstad)
  - 1501: Burgemeestersbuurt
  - 1502: Rosmolenbuurt
  - 1503: Hoornseveld, Peldersveld
  - 1504: Poelenburg
  - 1505: Achtersluispolder, Bomenbuurt
  - 1506: Oude Haven, Zaandam-West
  - 1507: Oude Haven, Westerwatering
  - 1508: Boerejonkerbuurt, Kogerveld
  - 1509: 't Kalf, Zaanse Schans
- 1510-1511: Oostzaan
- 1520-1525: gemeente Zaanstad
  - 1520-1521: Wormerveer
  - 1525: Westknollendam
- 1530-1534: gemeente Wormerland
  - 1530-1531: Wormer
  - 1534: Oostknollendam
- 1536: Markenbinnen (gemeente Alkmaar)
- 1540-1544: gemeente Zaanstad
  - 1540-1541: Koog aan de Zaan
  - 1544: Zaandijk
- 1546: Jisp (gemeente Wormerland)
- 1550-1567: gemeente Zaanstad
  - 1550-1551: Westzaan
  - 1560-1562: Krommenie
  - 1566-1567: Assendelft

## 1600-1699
- 1600-1602: Enkhuizen
- 1606-1609: gemeente Drechterland
  - 1606: Venhuizen
  - 1607: Hem
  - 1608: Wijdenes
  - 1609: Oosterleek
- 1610-1614: gemeente Stede Broec
  - 1610-1611: Bovenkarspel
  - 1613: Grootebroek
  - 1614: Lutjebroek
- 1616-1617: gemeente Drechterland
  - 1616: Hoogkarspel
  - 1617: Westwoud
- 1619: Andijk (gemeente Medemblik)
- 1620-1628: Hoorn
  - 1620: Postbussen
  - 1621: Binnenstad
  - 1622: Grote Waal
  - 1623: Venenlaankwartier
  - 1624: Hoorn-Noord
  - 1625: Risdam-Zuid en Nieuwe Steen
  - 1627: Hoorn 80
  - 1628: Kersenboogerd
- 1630-1634: gemeente Koggenland
  - 1630-1631: Oudendijk
  - 1633: Avenhorn
  - 1634: Scharwoude
- 1636: Schermerhorn (gemeente Alkmaar)
- 1640-1645: gemeente Koggenland
  - 1640-1643: Spierdijk
  - 1645: Ursem
- 1646: Ursem (gemeente Alkmaar)
- 1647-1652: gemeente Koggenland
  - 1647: Berkhout
  - 1648: De Goorn
  - 1650-1652: Zuidermeer
- 1654-1658: gemeente Medemblik
  - 1654: Benningbroek
  - 1655: Sijbekarspel
  - 1657: Abbekerk
  - 1658: Lambertschaag
- 1660-1663: De Weere (gemeente Opmeer)
- 1670-1688: gemeente Medemblik
  - 1670-1671: Medemblik
  - 1674: Opperdoes
  - 1676: Twisk
  - 1678: Oostwoud
  - 1679: Midwoud
  - 1680-1686: Zwaagdijk
  - 1687: Wognum
  - 1688: Nibbixwoud
- 1689: Zwaag (gemeente Hoorn)
- 1691-1693: gemeente Medemblik
  - 1691-1692: Hauwert
  - 1693: Wervershoof
- 1695: (Wester)Blokker (gemeente Hoorn)
- 1696-1697: gemeente Drechterland
  - 1696: Oosterblokker
  - 1697: Schellinkhout

## 1700-1799
- 1700-1706: Heerhugowaard (gemeente Dijk en Waard)
- 1710-1713: gemeente Koggenland
  - 1710-1711: Hensbroek
  - 1713: Obdam
- 1715-1719: gemeente Opmeer
  - 1715: Spanbroek
  - 1716: Opmeer
  - 1718: Hoogwoud
  - 1719: Aartswoud
- 1720-1724: gemeente Dijk en Waard
  - 1720-1721: Broek op Langedijk
  - 1722: Zuid-Scharwoude
  - 1723: Noord-Scharwoude
  - 1724: Oudkarspel
- 1730-1736: gemeente Hollands Kroon
  - 1730-1731: Winkel
  - 1732: Lutjewinkel
  - 1733: Nieuwe Niedorp
  - 1734: Oude Niedorp
  - 1735: 't Veld
  - 1736: Zijdewind
- 1738-1759: gemeente Schagen
  - 1738: Waarland
  - 1740-1742: Schagen
  - 1744: Sint Maarten
  - 1746: Dirkshorn
  - 1747: Tuitjenhorn
  - 1749: Warmenhuizen
  - 1750-1751: Schagerbrug
  - 1752: Sint Maartensbrug
  - 1753: Sint Maartensvlotbrug
  - 1754: Burgerbrug
  - 1755: Petten
  - 1756: 't Zand
  - 1757: Oudesluis
  - 1759: Callantsoog
- 1760-1779: gemeente Hollands Kroon
  - 1760-1761: Anna Paulowna
  - 1764: Breezand
  - 1766: Wieringerwaard
  - 1767: Kolhorn
  - 1768: Barsingerhorn
  - 1769: Haringhuizen
  - 1770-1771: Wieringerwerf
  - 1773: Kreileroord
  - 1774: Slootdorp
  - 1775: Middenmeer
  - 1777: Hippolytushoef
  - 1778: Westerland
  - 1779: Den Oever
- 1780-1789: gemeente Den Helder
  - 1780-1786: Den Helder
  - 1787-1788: Julianadorp
  - 1789: Huisduinen
- 1790-1797: Texel
  - 1790-1791: Den Burg
  - 1792: Oudeschild
  - 1793: De Waal
  - 1794: Oosterend
  - 1795: De Cocksdorp
  - 1796: De Koog
  - 1797: Den Hoorn

## 1800-1899
- 1800-1829: gemeente Alkmaar
  - 1800-1827: Alkmaar
    - 1811: Binnenstad-West, Binnenstad-Oost
    - 1812: Oudorp, Schermereiland, Omval, Oosterhout
    - 1813: Oud-Overdie, Oosterhout, Overdie-Oost, Overdie-West, Binnenstad-Oost
    - 1814: Kooimeer, Dillenburg, Stadhouderskwartier, Staatsliedenkwartier, Landstraten, Oud-Rochdale, Emmakwartier, Burgemeesterskwartier
    - 1815: Nassaukwartier, Hout, Oranjepark, Cranenbroek, Bloemwijk, Zocherkwartier, Spoorbuurt
    - 1816: De Hoef I, De Hoef II, De Hoef III, De Hoef IV, Bergerwegkwartier, Landelijk Gebied-West
    - 1817: Bergerhof, Blaeustraatkwartier, Bergermeer, Landelijk Gebied-West
    - 1821: Schermereiland, Omval
    - 1822: De Nollen, Vroonermeer-Zuid, Vroonermeer-Noord
    - 1823: Rekerbuurt, Ooievaarsnest, Oudorp, Oudorperpolder-Zuid, Oudorperpolder-Midden, Oudorperpolder-Noord, De Nollen, Overstad
    - 1824: Huiswaard-1-Zuid, Muiderwaard, Huiswaard-2-West, Huiswaard-2-Oost
    - 1825: 't Rak-Zuid, 't Rak-Noord, De Mare
    - 1826: De Horn-Noord, De Horn-Zuid
    - 1827: Daalmeer-Zuidoost, Daalmeer-Zuidwest, Daalmeer-Noordwest, Daalmeer-Noordoost

  - 1829: Oudorp: Oudorp-Noord, Oudorp-Oost, Oudorp-Centrum
- 1830-1832: Koedijk (gemeenten Alkmaar en Dijk en Waard)
  - 1830-1831: Koedijk, De Weijdt
- 1834: Sint Pancras (gemeente Dijk en Waard)
- 1840-1847: gemeente Alkmaar
  - 1840-1841: Stompetoren
  - 1842: Oterleek
  - 1843: Grootschermer
  - 1844: Driehuizen
  - 1846-1847: Zuidschermer
- 1850-1853: Heiloo
- 1860-1873: gemeente Bergen
  - 1860-1862: Bergen
  - 1865: Bergen aan Zee
  - 1870-1871: Schoorl
  - 1873: Groet

## 1900-1999
- 1900-1906: gemeente Castricum
  - 1900-1902: Castricum
  - 1906: Limmen
- 1910-1911: Uitgeest
- 1920-1921: Akersloot (gemeente Castricum)
- 1930-1935: gemeente Bergen
  - 1930-1931: Egmond aan Zee
  - 1934: Egmond aan den Hoef
  - 1935: Egmond Binnen
- 1940-1949: gemeente Beverwijk
  - 1940-1948: Beverwijk
  - 1949: Wijk aan Zee
- 1950-1951: Velsen-Noord (gemeente Velsen)
- 1960-1969: Heemskerk
- 1970-1992: gemeente Velsen
  - 1970-1976: IJmuiden
  - 1980-1981: Velsen-Zuid
  - 1985: Driehuis
  - 1990-1992: Velserbroek